# ちょいテレ
ちょいテレは、バッファローが発売しているパソコン用ワンセグチューナーである。フルセグ用はちょいテレ・フル。

## 機種一覧

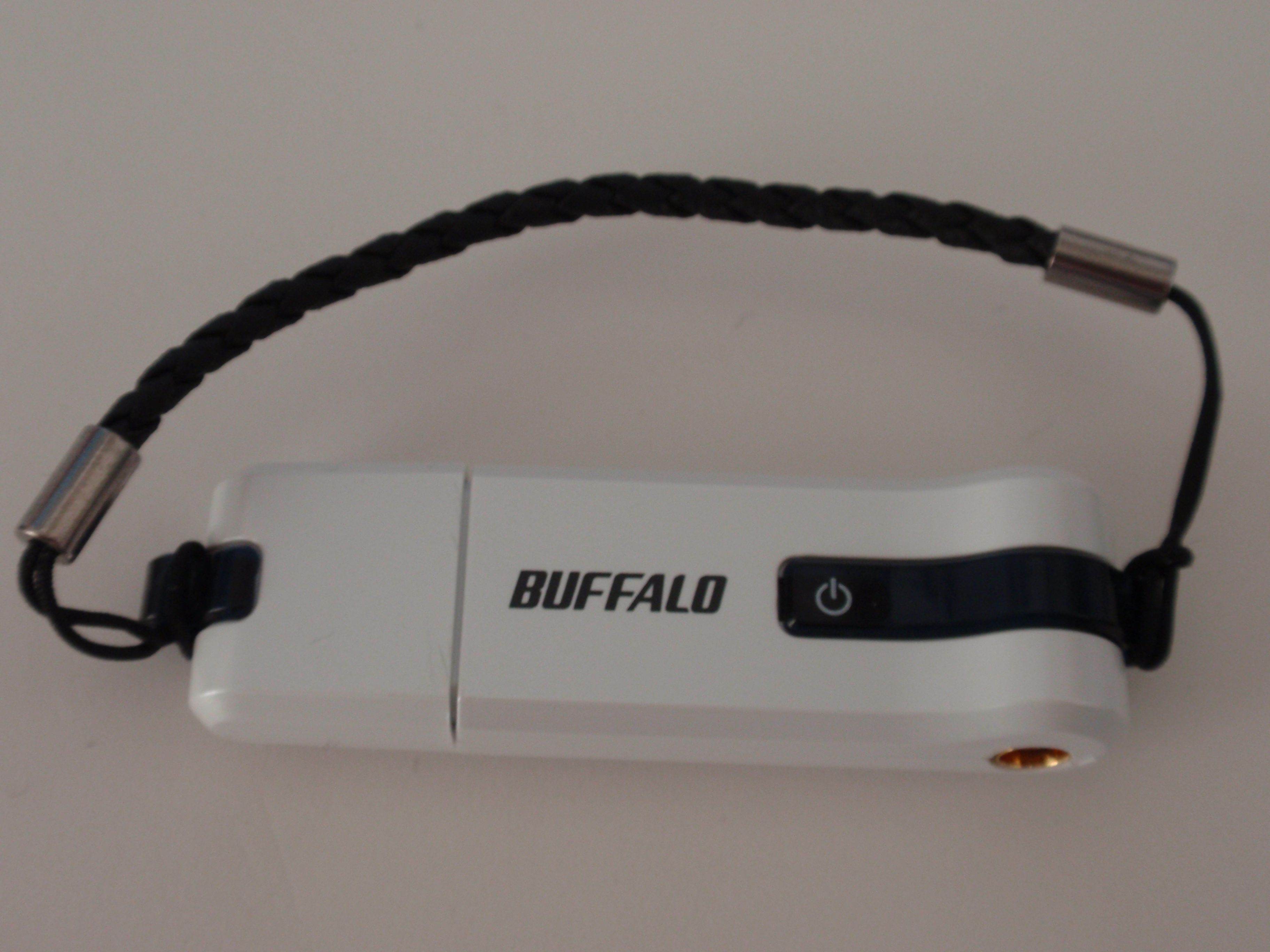
DH-ONE/U2P(アンテナを取り外している)

### ワンセグチューナー(Windows対応型)
- DH-ONE/U2 -業界初の録画ができるワンセグチューナー
- DH-ONE/U2P -DH-ONE/U2のデータ放送対応版
- DH-ONE/U2M
- DH-KONE/U2 -高感度モデル
- DH-KONE/U2S -アンテナ据え置きタイプ
- DH-KONE/U2V -SD、PSPムーブ対応型
- DH-KONE/U2R -地上デジタル音声放送対応型
- DH-KONE4G/U2DSL -ちょいテレ内に約20時間分保存可能、また4GBのUSBメモリーとしても利用可能

### ワンセグチューナー(Windows・Mac OS X両対応型)
- DH-KONE/U2MA -Mac対応型Windowsでも利用可能
- DH-KONE4G/U2DS -ちょいテレ内に約20時間分保存可能、また4GBのUSBメモリーとしても利用可能、Mac対応、地上デジタルラジオ対応
- DH-KONE8G/U2DS -DH-KONE4G/U2DSの容量増加版。8GB

### オプション
- DH-OP-F -テレビアンテナを利用する。(一部機種には標準搭載)
- DH-OP-FA -上記載のアンテナと外部アンテナのセット品(一部の機種には外部アンテナが標準で付属している)
- DH-OP-SDCR -録画した番組をSDカードに転送するためのカードリーダー･ライター

## 対応OS
- DH-ONE/U2 -Windows 2000 SP4以降、Windows XP SP2以降、Windows Vista以降
- DH-ONE/U2P -Windows XP SP2以降、Windows Vista
- DH-ONE/U2M -上同
- DH-KONE/U2 - 上同
- DH-KONE/U2S -上同
- DH-KONE/U2V -上同
- DH-KONE/U2R -上同
- DH-KONE4G/U2DS -上同、MacOS
- DH-KONE/U2MA -上同

## PCastTV for ワンセグ
ちょいテレ視聴ソフト

### 機能
- ダビング10対応（対応機種/Version 2.19以降 ）
- データ放送対応（対応機種）
- Windows Vistaガジェット対応（対応機種）
- 地上デジタルラジオ受信機能(対応機種)
- ちょいテレ二本差しでの同時録画(メインウィンドウのみ視聴可能/対応機種)
- Yahoo! ウィジェット(ワンセグウィジェット)との連携(Version 1.17以降)
- おしゃべりテレビとの連携

### バージョン
バージョン一覧(BUFFALO)を参照